# Daphnephoria
Daphnephoria (altgriechisch Δαφνηφορία) waren im antiken Griechenland ein Fest zu Ehren des Gottes Apollon Ismenios, das in einem Zyklus von acht Jahren in Theben in Böotien begangen wurde.

## Ablauf
Der Hauptteil des Festes bestand aus einem Umzug zum Ismenion außerhalb der Stadt Theben, dessen Spitze ein Ephebe bildete, von dem beide Eltern noch leben mussten. Er wurde von einem nahen Verwandten begleitet, der einen Kopo (κωπώ) genannten Stab aus Olivenbaumholz trug, der mit Lorbeerblättern und Blumen geschmückt und mit purpur- und krokusfarbenen Bändern umwunden war. An der Spitze des Kopo befand sich eine Eisenkugel, von der weitere kleinere Kugeln herabhingen. Hinter den beiden schritt der jugendliche Priester des Apollon Ismenios, der Daphnephoros, der in reicher Tracht gekleidet war. Hinter diesem folgte ein Chor von Jungfrauen. Sowohl der Priester als auch der Jungfrauenchor trugen dabei Lorbeeren (δαφνή), die Jungfrauen trugen ein Daphnephorikon genanntes Lied vor.
Ein Daphnephorion genanntes Heiligtum befand sich auch im attischen Demos Phlya, weshalb die Begehung des Festes auch in Athen angenommen wird.

## Rezeption

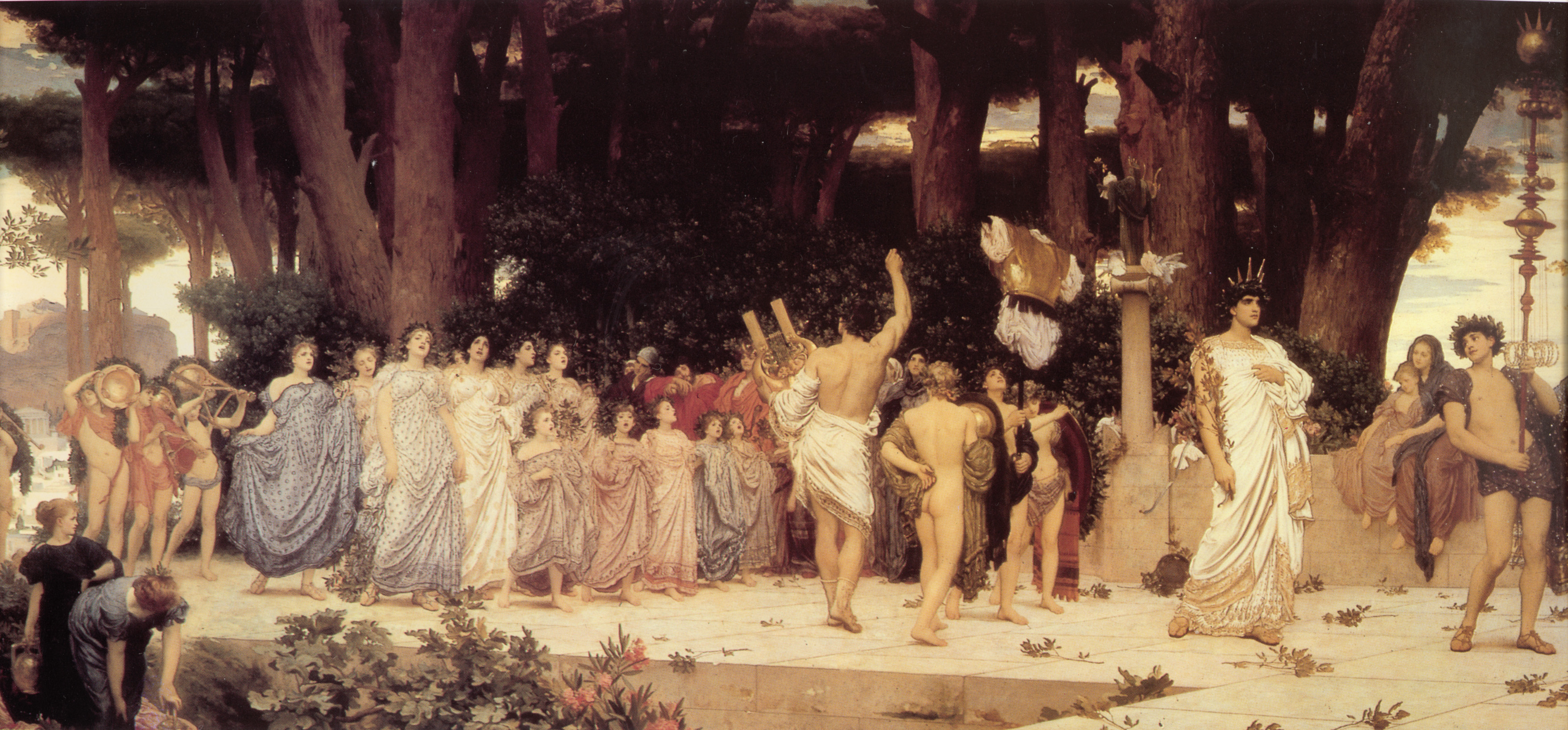
Daphnephoria, Frederic Leighton, 1876

Die Dapnephoria wurden 1876 in einem phantasievollen neoklassizistischen Gemälde des Malers Frederic Leighton aufgegriffen.